# Alive Behind the Green Door
Alive Behind the Green Door — концертний альбом американського гурту Flogging Molly, який був виданий у кінці 1997 року. До альбому увійшли дві кавер версії відомих пісень: перша на пісню What's Made Milwaukee Famous (Has Made a Loser Out of Me). Другий кавер називався De (That's All Right) Lilah, у якому поєднувались дві пісні — Delilah Тома Джонса та That's All Right Елвіса Преслі.
Пісні Every Dog Has Its Day, Selfish Man та Black Friday Rule були записані для платівки Swagger (2000), Swagger та If I Ever Leave This World Alive для Drunken Lullabies (2002), Laura для Whiskey on a Sunday (2006), і Between a Man and a Woman для альбому Float (2008).

## Список пісень
Всі пісні написані учасниками гурту Flogging Molly, крім тих, де зазначено інше.
1. «Swagger» — 2:50
2. «Every Dog Has His Day» — 4:42
3. «Selfish Man» — 3:08
4. «Never Met a Girl Like You Before» — 3:36
5. «Laura» — 4:40
6. «If I Ever Leave This World Alive» — 3:44
7. «Black Friday Rule» — 8:20
8. «What Made Milwaukee Famous (Has Made a Loser Out of Me)» — 2:45
9. «Between a Man and a Woman» — 4:00
10. «De (That's All Right) Lilah» (Артур Крудап, Баррі Мейсон, Лес Рід)– 8:35